# Evgeny Shalunov
Evgeny Shalunov (né le 8 janvier 1992 à Saint-Pétersbourg) est un coureur cycliste russe. 

## Biographie
Fin 2015, il signe un contrat avec l'équipe continentale professionnelle Gazprom-RusVelo.

## Palmarès et résultats

### Palmarès sur route
- 2010
  - Course de la Paix juniors :
    - Classement général
    - 2e et 4e étapes

  - 4e étape de la Vuelta al Besaya
  - 2e de la Vuelta al Besaya
- 2011
  - Grand Prix Macario
  - Memorial Valenciaga
  - Tour de la Bidassoa : 
    - Classement général
    - 1re et 3e étapes

  - 3e étape de la Ronde de l'Isard
  - 1re et 3e étapes du Tour de La Corogne
  - 3e du Gran Premio Primavera de Ontur
- 2012
  - Tour de La Rioja
- 2014
  - Gran Premio della Liberazione
- 2015
  - Tour de la communauté de Madrid :
    - Classement général
    - 1re étape

  - Trophée Matteotti
  - 2e de la Klasika Primavera
- 2019
  - 2e du Tour d'Aragon

### Résultats sur les grands tours

#### Tour d'Italie
1 participation
- 2017 : 123e

### Classements mondiaux
| Année           | 2011 | 2012 | 2013 | 2014 | 2015 |
| --------------- | ---- | ---- | ---- | ---- | ---- |
| UCI Europe Tour | 947e | 138e | 487e | 202e | 24e  |

### Palmarès sur piste

#### Championnats d'Europe
- Saint-Pétersbourg 2010
  -  Champion d'Europe de poursuite par équipes juniors (avec Roman Ivlev, Pavel Karpenkov et Kirill Sveshnikov)
  -  Médaillé d'argent de la poursuite individuelle juniors